# نوبران
نوبران (بالفارسية: نوبران) هي مدينة تقع في إيران في Nowbaran District. يقدر عدد سكانها بـ 1,931 نسمة .